# Cercepiccola
Cercepiccola – miejscowość i gmina we Włoszech, w regionie Molise, w prowincji Campobasso.
Według danych na rok 2004 gminę zamieszkiwało 727 osób, 45,4 os./km².
Urodził tu się dyplomata papieski abp Armando Lombardi.